# Формула Штайнмаєра

Карта окупованих Росією та російськими сепаратистами територій Донецької й Луганської областей.

Фо́рмула Штайнма́єра (нім. Steinmeier formula) — метод імплементації Комплексу заходів щодо виконання Мінського протоколу, який запропонував німецький політик, на той час міністр закордонних справ Німеччини Франк-Вальтер Штайнмаєр. Цей комплекс полягає в теоретичному варіанті врегулювання Війни на сході України шляхом проведення місцевих виборів під наглядом ОБСЄ, надання тимчасового особливого статусу окремим територіям Донбасу, а потім — після доповіді представників ОБСЄ за підсумками виборів на непідконтрольній Україні території — надання постійного особливого статусу цим територіям.
Формулу запропонував міністр закордонних справ Німеччини Франк-Вальтер Штайнмаєр у жовтні 2015 року на паризькому саміті «нормандської четвірки» і її підтвердили на зустрічі глав «нормандської четвірки» у Берліні 19 жовтня 2016 року.

## Текст формули
|  | Цей закон набирає чинності о 20:00 за місцевим часом у день голосування на дострокових місцевих виборах в окремих районах Донецької і Луганської областей, які призначені і проведені у відповідності з Конституцією України і спеціальним законом України, що регулює проведення місцевих виборів у згаданих районах. Він буде діяти на тимчасовій основі до дня публікації підсумкової доповіді місії БДІПЛ ОБСЄ зі спостереження за виборами, відповідно до встановленої практики БДІПЛ ОБСЄ, про відповідність в цілому позачергових місцевих виборів стандартам ОБСЄ та міжнародним стандартам для демократичних виборів, а також українському законодавству, в якому дається відповідь на питання, погоджене у «нормандському форматі», затверджене Тристоронньою контактною групою і направлене Україною в її листі-запрошенні і Головуванням до Директора БДІПЛ ОБСЄ. Цей закон продовжує діяти на постійній основі у разі, якщо в підсумковому звіті БДІПЛ ОБСЄ буде зроблено висновок відповідно до встановленої практики БДІПЛ ОБСЄ, що позачергові місцеві вибори в окремих районах Донецької та Луганської областей були проведені в цілому у відповідності зі стандартами ОБСЄ та українським законодавством, при відповіді на питання, погоджений в «нормандському форматі», затверджений Тристоронньої контактній групі і направлений Україною в її запрошенні листі і Головуванням ОБСЄ Директор БДІПЛ. |

## Суть формули

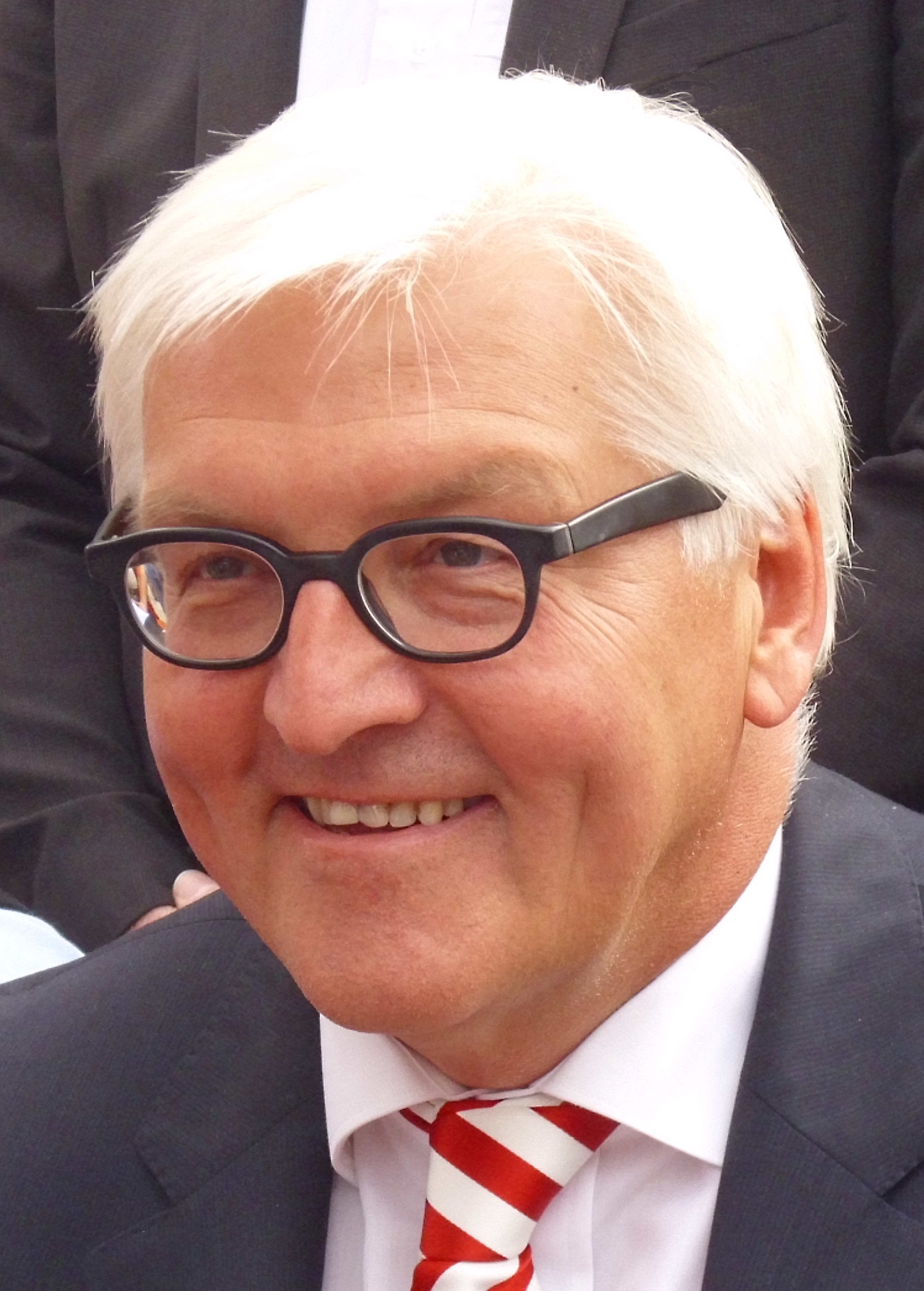
Франк-Вальтер Штайнмаєр, автор пропозиції, що лягла в основу «формули»

Відповідно до Комплексу заходів щодо виконання Мінського протоколу, узгоджених на саміті в Мінську 11-12 лютого 2015 року лідерами Німеччини, Франції, України та Росії у форматі «нормандської четвірки» передбачається:
- припинення вогню;
- розведення військ;
- ухвалення Верховною радою закону про амністію бойовиків;
- проведення місцевих виборів під егідою ОБСЄ[2].

«Формула» закликала запровадити так званий «особливий статус» для окупованих Росією та проросійськими сепаратистами територій одразу після того, як будуть місцеві вибори, влаштовані там за українським законодавством, але на тимчасовій основі, а після визнання виборів законними вже й на постійній.
В разі успішного (за оцінкою ОБСЄ) проведення виборів Україна зобов'язується надати окупованим російськими військами територіям ОРДЛО «особливий режим місцевого самоврядування». Українська влада має отримати контроль над кордоном.
На думку ексміністра закордонних справ України Павла Клімкіна між Україною і Росією існують розбіжності щодо розуміння змісту цієї формули. За заявою чинного міністра МЗС Вадима Пристайка, розбіжності між Україною та Росією щодо змісту «Формули Штайнмаєра» на офіційному рівні відсутні, але домовленості дипломатів не включають пунктів щодо термінів і подробиць проведення виборів у зоні міждержавного конфлікту.

## Перебіг подій
Через те, що «мінські угоди» не виконувалися, в жовтні 2015 року міністр МЗС Німеччини Франк-Вальтер Штайнмаєр на зустрічі голів МЗС «нормандської четвірки» (Україна, Німеччина, Франція та РФ) запропонував власне розв'язання проблеми миру на Донбасі, назване за його іменем. Суть формули зводиться до проведення на окупованих РФ територіях виборів згідно з українським законодавством. Вибори мають проводитись під наглядом ОБСЄ.
Вважається, що день народження цього плану — 28 листопада 2015 року, коли ексміністр закордонних справ Німеччини Франк-Вальтер Штайнмаєр і ексочільник МЗС Франції Лоран Фабіус направили листа міністру закордонних справ Росії Сергію Лаврову й ексголові українського зовнішньополітичного відомства Павлові Клімкіну.
У листі запропоновано ввести особливий статус окремих районів Донецької та Луганської областей у день місцевих виборів на цій території на тимчасовій основі, а впровадити його на постійній — після того, як спостерігачі Бюро з демократичних ініціатив та прав людини ОБСЄ підтвердять, що вибори пройшли відповідно до міжнародних стандартів і українського законодавства.
1 жовтня 2019 року українська делегація підписала відповідні папери. Від України лист підписав Леонід Кучма, від ОБСЄ — Мартін Сайдік, від Росії — Борис Гризлов. Вони передбачають закріплення «спеціального статусу» ОРДЛО після проведення виборів на постійній основі. Також угода містить секретну частину, яку не було опубліковано.
1 жовтня 2019 року — члени тристоронньої групи в Мінську підписали «формулу Штайнмаєра».
Контактна група узгодила умови розведення сил на двох пілотних ділянках на Донбасі.
17 жовтня заступник міністра МЗС Василь Боднар заявив, що повна або часткова амністія бойовиків на Донбасі можлива після обрання легітимних органів влади на окупованих територіях. За його словами, в мінських домовленостях йдеться про недопущення переслідування терористів, що брали участь в Російсько-українській війні в Донецькій та Луганській областях 2014 року.

## Інтерпретації та можливі наслідки
1 жовтня 2019 року в Мінську учасники тристоронньої контактної групи підписали «формулу Штайнмаєра».
7 жовтня Штайнмаєр розповів про історію виникнення «формули» та її суть: «Формула не містить нічого більше, ніж спробу зробити з великих кроків, які учасники конфлікту не хотіли робити, низку менших кроків, які, попри їхню сутність та наслідки, досі треба узгодити».
Імплементація комплексу заходів щодо виконання Мінського протоколу на думку деяких ЗМІ та експертів передбачає наступні кроки:
1. Україна проводить вибори в ОРДЛО без роззброєння бойовиків, відведення російських військ та контролю над кордоном.
2. Після проведення виборів Україна надає політичну та економічну автономію ОРДЛО строком на 5 років[16].[неавторитетне джерело]
3. Україна мала би не карати бойовиків, які проти неї воювали, окрім випадків тяжких воєнних злочинів[17].
4. Бойовики отримують статус «народної міліції»[18], керують власними силовими відомствами, під час виборів не складають зброї.

На думку українського дипломата Костянтина Єлісєєва українська влада наразі перекреслила домовленості на саміті в Берліні 2016 року та прийняла російську логіку виконання Мінських домовленостей без виконання безпекової компоненти.

## Реакції
19 вересня 2019 року в Києві під Офісом президента України відбулась акція протесту, під час якої учасники виступили проти «формули Штайнмаєра» та вимагали не допустити капітуляції України. Подібний протест відбувся також у Запоріжжі.
Із 1 та 2 жовтня 2019 року, після оприлюднення інформації щодо підпису «формули», в Україні почалися масові акції протесту «Ні капітуляції!» Найбільші всеукраїнські акції відбулися 1, 2, 6 та 14 жовтня. Відтоді обласні та міські ради ухвалюють звернення до державної влади проти ухвалення «формули Штайнмаєра», капітуляції та щодо подібних і суміжних питань. ЗМІ самопроголошених «ДНР», «ЛНР», а також Росії потрактували підписання «формули Штайнмаєра» як власну значну перемогу.
У жовтні 2019 року запорізький митрополит УПЦ МП Лука та народний депутат Вадим Новинський від партії «Опозиційний блок» проводили агітацію за «формулу Штайнмаєра».
Низка обласних рад, найперша, зокрема, Львівська, а згодом решта, такі як Івано-Франківська, Рівненська, Вінницька, Чернівецька, Хмельницька у різних формулюваннях висловили недопущення реалізації поточного варіанту формули Штайнмаєра.